# Wanmin Xiang
Wanmin Xiang (kinesiska: 万民乡) är en socken i Kina. Den ligger i provinsen Hunan, i den södra delen av landet, omkring 330 kilometer nordväst om provinshuvudstaden Changsha. Antalet invånare är 8236. Befolkningen består av 3 959 kvinnor och 4 277 män. Barn under 15 år utgör 19,0 %, vuxna 15-64 år 65 %, och äldre över 65 år 14,0 %.
Genomsnittlig årsnederbörd är 1 711 millimeter. Den regnigaste månaden är maj, med i genomsnitt 288 mm nederbörd, och den torraste är december, med 22 mm nederbörd.